# Victor Vina
Victor Vina o Giulio Vinà, pseudonimo di Victor Emanuel Jules Vinatieri (Saint-Maur-des-Fossés, 29 agosto 1885 – Parigi, 28 maggio 1961), è stato un attore francese.

## Biografia
Iniziò la propria carriera cinematografica in Italia, dove lavorò per l'Itala Film di Torino, con il nome d'arte Jules Vina (anche nella forma italianizzata Giulio Vinà), e partecipò a numerose comiche della serie Cretinetti e in altre pellicole di quella casa, tra cui La caduta di Troia del 1911.
Negli anni venti fece ritorno nel suo paese, dove fu interprete di quasi una sessantina di film dal 1921 al 1955, prevalentemente in ruoli secondari o come caratterista.

## Filmografia parziale
- La caduta di Troia, regia di Giovanni Pastrone e Luigi Romano Borgnetto (1911)
- Il redivivo della rapida, regia di Eugenio Testa (1916)
- Salammbô, regia di Pierre Marodon (1925)
- Carmen, regia di Jacques Feyder (1926)
- Tu m'appartieni (Tu m'appartiens!), regia di Maurice Gleize (1929)
- Bouboule, primo re negro (Bouboule 1er, roi nègre), regia di Léon Mathot (1933)
- La vita amorosa di Casanova (Casanova), regia di René Barberis (1934)
- Golgota (Golgotha), regia di Jean Duvivier (1935)
- Il richiamo del silenzio (L'Appel du silence), regia di Léon Poirier (1936)
- Troika (Troïka sur la piste blanche), regia di Jean Dréville (1937)
- Ceux de demain, regia di Adelqui Millar, Georges Pallu (1938)
- Sposiamoci in otto (Barnabé), regia di Alexander Esway (1938)
- Notte fatale (Le Patriote), regia di Maurice Tourneur (1938)
- Il silenzio è d'oro (Le Silence est d'or), regia di René Clair (1947)
- Fantomas contro Fantomas (Fantômas contre Fantômas), regia di Robert Vernay (1948)
- Il paese senza dio (Le Sorcier du ciel), regia di Marcel Blistène (1949)
- Siamo tutti assassini (Nous sommes tous des assassins), regia di André Cayatte (1952) - non accreditato
- Versailles (Si Versailles m'était conté...), regia di Sacha Guitry (1954) - non accreditato